# 平野美宇
平野 美宇（ひらの みう、2000年4月14日 - ）は、静岡県沼津市生まれ、山梨県中央市出身の、日本の女子卓球選手。身長158cm、体重45kg。右シェーク裏裏ドライブ型。ITTF世界ランキング最高位は5位（2017年7月）。段級位は8段。木下グループ（Tリーグは日本生命レッドエルフ2022年4月まで）所属。大原学園高等学校卒業。村松雄斗はいとこにあたり、世界選手権などの国際大会に共に出場している。
幼少期から4歳で全日本選手権・バンビの部出場。小2でジュニアの部出場・勝利。小3で全4種目出場。小4で一般女子シングルス勝利など数々の最年少記録を更新して注目された。
中学時代は主にダブルスで活躍。コンビを組んだ同学年の伊藤美誠とは友人、ライバル関係であり「みうみま」の愛称で呼ばれた。2014年に最年少でITTFワールドツアーを優勝、ワールドツアーグランドファイナルを優勝した。また2016年世界ジュニア選手権で団体優勝した早田ひな、加藤美優らと共に女子卓球黄金世代の一人とも呼ばれる。
2016年リオ五輪落選後はシングルスでも活躍。最年少でワールドカップと全日本選手権で優勝した。2017年はアジア選手権で日本人選手として21年ぶりに優勝、世界選手権で日本人女子選手として48年ぶりの女子シングルスメダル獲得を果たした。2020年東京五輪にて初の五輪代表選手（団体）に内定し銀メダルを獲得した。

## 経歴

### 幼少期

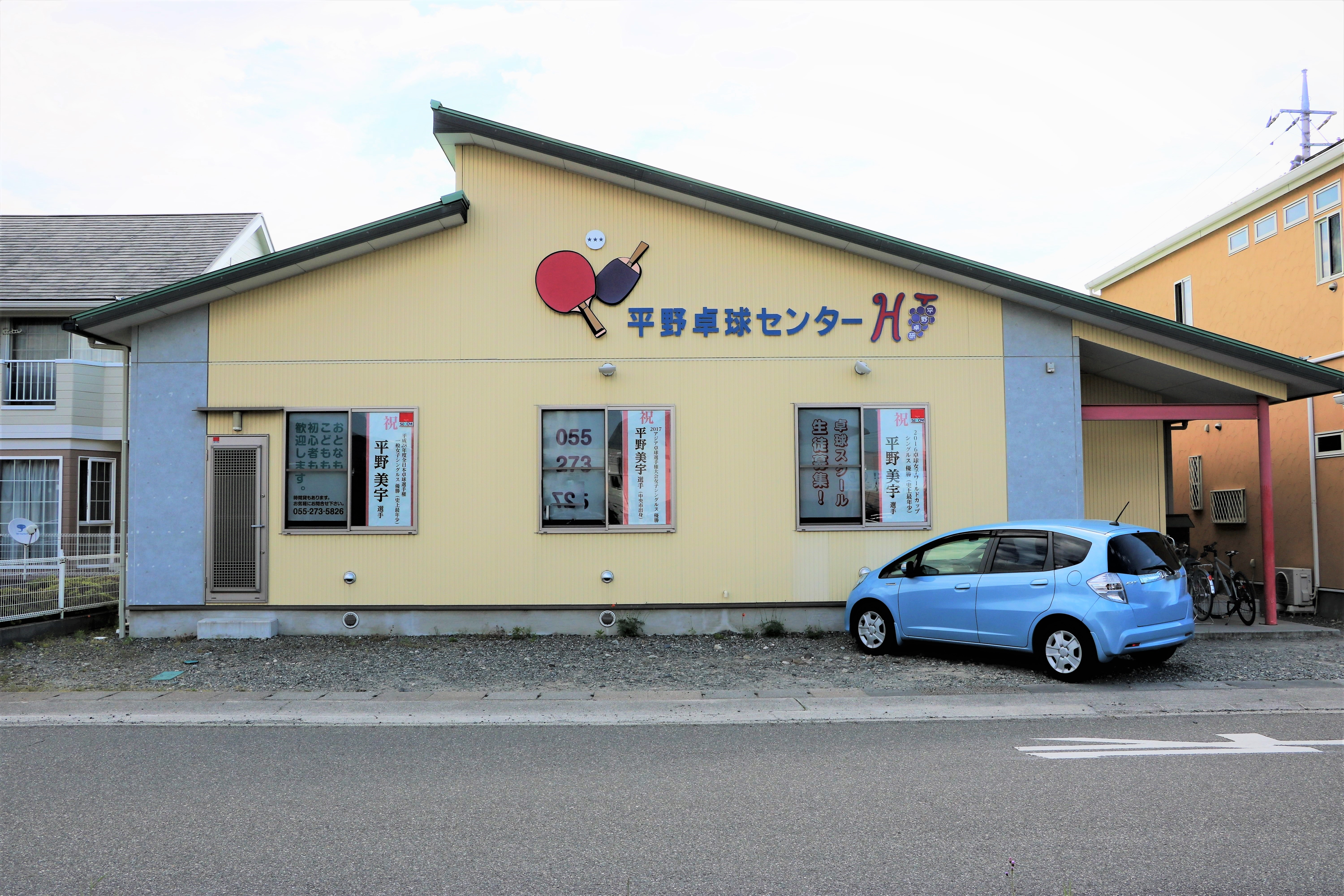
平野卓球センター（山梨県中央市。2017年5月）

2000年4月14日に静岡県沼津市に生まれた。本名の「美宇」はスペースシャトル・エンデバーの打ち上げが成功したことに感動した両親が「美しい宇宙」から命名。2歳より山梨県中巨摩郡田富町（現：山梨県中央市）に住む。この頃は週に1回英会話教室に通っていた。

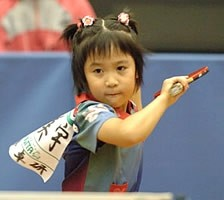
平野卓研時代

3歳5カ月で卓球を始め母が指導する「平野英才教育研究センター卓球研究部（平野卓研）」や小学5年生まで過ごした祖父の自宅の2階にも卓球台を置き腕を磨いた。2004年4月、旧田富町ラージボール卓球大会で大会デビュー。7月、全日本卓球選手権大会バンビの部史上最年少出場。2005年10月号卓球王国の表紙を飾るなど、かつての福原愛のように、幼い頃から卓球が上手く、負けそうになると泣いて悔しがったので、マスコミから「第2の愛ちゃん」と呼ばれ一躍有名になった。2007年4月から中央市立田富北小学校に通う。また西村卓二元女子日本代表監督が指導する東京富士大学卓球部に年に数回、小学1年生から卒業するまで練習に参加していた。7月、バンビの部では福原愛以来史上2人目の小学校1年生の優勝者になった。2009年1月ジュニアの部に小学2年で出場し、福原愛の最年少出場と勝利記録を更新した。またホープス日本代表合宿に最年少で招集された。3月東京選手権で大会最年少勝利記録を更新した。
2009年4月から大阪府八尾市に拠点を置くミキハウスのチーム「ミキハウスJSC」に所属し単身通い技術を磨く。またコーチが元世界ランク5位の陳莉莉になった。7月カブの部で優勝した。2010年1月全日本選手権は4種目フルエントリーの最年少記録を打ち立てた。8月、ITTFジュニアサーキット香港ジュニア&カデットオープンでITTF主催デビュー。結果はカデット女子シングルスがベスト32、女子ダブルスがベスト32だった。2011年1月全日本選手権一般シングルスでは福原愛の最年少勝利記録を11大会ぶりに更新する10歳9ヶ月で勝利した（その10分後伊藤美誠が更新）。6月アジア選手権女子日本代表選考会に30人中18位という成績を残す。8月東アジアホープス卓球選手権でシングルスで優勝、団体でも優勝した。11月カデットの部13歳以下で優勝。2012年1月ジュニアの部は福原以来2人目の小学生での決勝進出を果たした。2月にはジャパントップ12卓球大会に11歳で初出場した。8月東アジアホープス卓球選手権でシングルスで準優勝、団体で優勝した。11月カデットの部14歳以下で優勝。

### みうみまで世界で活躍
伊藤美誠との女子ダブルスは、2013年1月全日本選手権で大会最年少勝利を飾り、2月ITTFワールドツアーカタールオープンで史上最年少で表彰台を果たすなどの成績を残し、みうみまの愛称で呼ばれた。4月、中学1年でJOCエリートアカデミーに入校。コーチがJOCエリートアカデミー所属の劉潔になる。8月ITTFジュニアサーキット韓国カデット女子シングルスで優勝した。12月の世界ジュニア選手権は団体で準優勝した。
2014年1月(13歳)、ジュニアの部は一昨年に続き、またも2位に終わった。3月、ジャパントップ12では最年少で決勝進出したが敗れた。同月ワールドツアードイツオープンの女子ダブルスで優勝し、13歳350日の平野は3番目の記録となった。また、2人の合計年齢（27歳145日）が史上最年少記録としてギネス世界記録に認定された。翌週スペインオープンでも優勝し2勝目を挙げた。シングルスでも決勝進出し、元世界選手権女王の郭躍（ 中国）が15歳で決勝進出した史上最年少記録を11年ぶりに塗り替えた（翌週早田ひなが更新）。5月重慶で開催された中国スーパーリーグの下部組織の甲Aリーグの河南省の河南チームに日本人から同じエリートアカデミー所属の浜本由惟とともに参戦しシングルス2勝1敗、ダブルス3勝1敗の成績を残した。9月に行われた第20回アジアジュニア卓球選手権大会（インド・ムンバイ）のカデット女子団体に伊藤美誠、早田ひなのトリオで出場し、決勝では中国を破り優勝した。アジア大会に福原愛以来の中学生で日本代表に選ばれ、団体決勝で朱雨玲（ 中国）に敗れチームも銀メダルだった。11月ロシアオープンアンダー21で初優勝した。12月、世界ジュニア選手権は女子ダブルス、団体共に銀メダルだった。ITTFワールドツアーグランドファイナルでは女子ダブルスで、郭躍の15歳を抜く史上最年少かつダブルスの日本勢で男女を通じて初めて優勝した。
2015年3月(14歳)、スペイン・オープンU21シングルス決勝で伊藤美誠に勝って優勝した。第53回世界選手権個人戦では日本代表にシングルス、ダブルス共に選ばれたが、直前の全日本選手権で2連覇した平野早矢香・石川佳純組が選出されず、ミキハウスが抗議文を提出する事態となった。本大会ではシングルスは3回戦負け、ダブルスは2回戦で負けた。7月韓国オープンのダブルスで優勝した。

### リオ五輪、世界選手権落選の挫折
2015年9月2日(14歳)付の世界ランキングで17位となり、石川佳純、福原愛、伊藤美誠に次いで日本人4番目であったためリオ五輪女子団体代表から落選し団体戦の補欠選手となった。続くアジア選手権はシングルスは4回戦で劉詩雯（ 中国）に敗れた。女子ダブルス、団体でも決勝で陳夢（ 中国）に敗れ共に準優勝だった。10月ポーランドオープンアンダー21で優勝した。またコーチが新たに中澤鋭になる。12月グランドファイナルの女子ダブルスは、決勝で丁寧、（ 中国）朱雨玲（ 中国）組に完敗し2連覇を逃した。
2016年1月(15歳,中学3年生)、全日本選手権一般の部女子シングルスでは準決勝で直近1勝7敗と負けている伊藤美誠との対戦だったがストレートで破り史上最年少で決勝進出したが、フラッシュ撮影を気にして集中力を欠き、石川佳純に破れた。しかし世界選手権は前年の経緯から導入された勝利ポイント（世界ランキング50位以内を破った選手をポイント制で評価）が若宮三紗子に及ばず代表から漏れた。村上恭和女子代表監督は「全日本選手権で頑張った平野美宇でいいいんじゃないかと言われる方も理事会で多くいました。(中略)本当は選んでやりたい。平野は成長している。ただ、この勝利ポイント制を設けたのに、それを破棄して選ぶことは立場上できません」と説明した。4月のポーランドオープンでワールドツアーシングルス初優勝。8月のリオデジャネイロオリンピックでは上記の通り補欠選手となったために試合には出場できず、裏方として石川佳純らの練習相手を務めた。

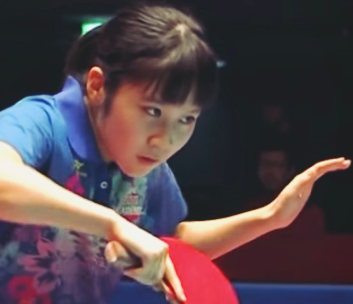
2016年1月

### シングルスで次々と最年少優勝
2016年10月、フィラデルフィアで行われたワールドカップにて中国勢以外で初、かつ大会史上最年少となる16歳での優勝を飾った。またJSCの、2020年東京五輪などに向けて若手有望選手を海外で集中的に強化する新事業の対象に選ばれ、中国スーパーリーグの内モンゴル自治区のオルドス1980（鄂尓多斯1980）に加入、1カ月中国全土を転戦しシングルス3勝7敗だった。12月、ITTFスターアワードブレークスルースター賞を受賞した。世界ジュニア選手権では団体で6大会ぶりに優勝した。グランドファイナルではシングルスの準決勝でハン・イン（ ドイツ）に敗れて3位となった。

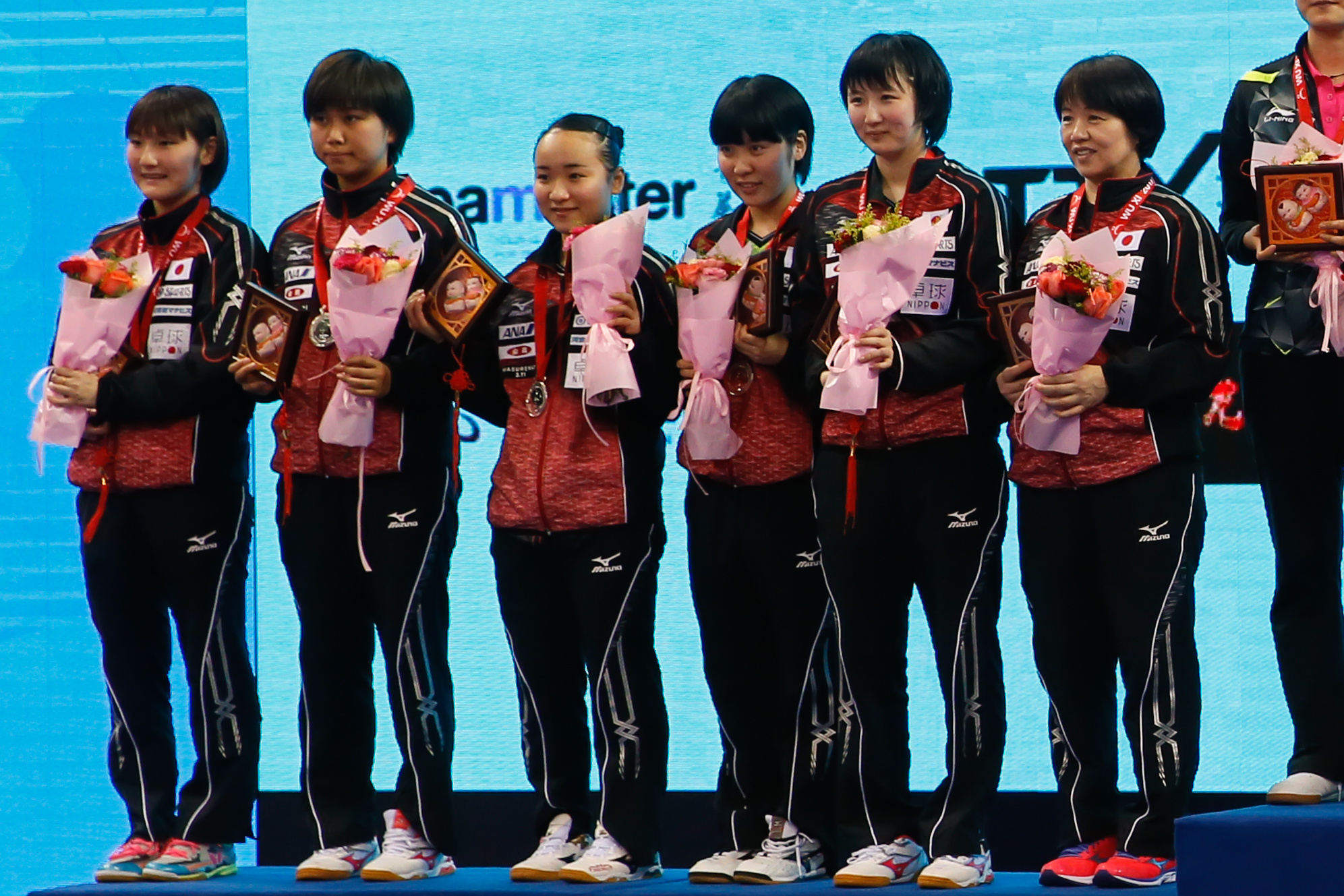
2017年アジア選手権団体の表彰式（左から4人目が平野美宇）

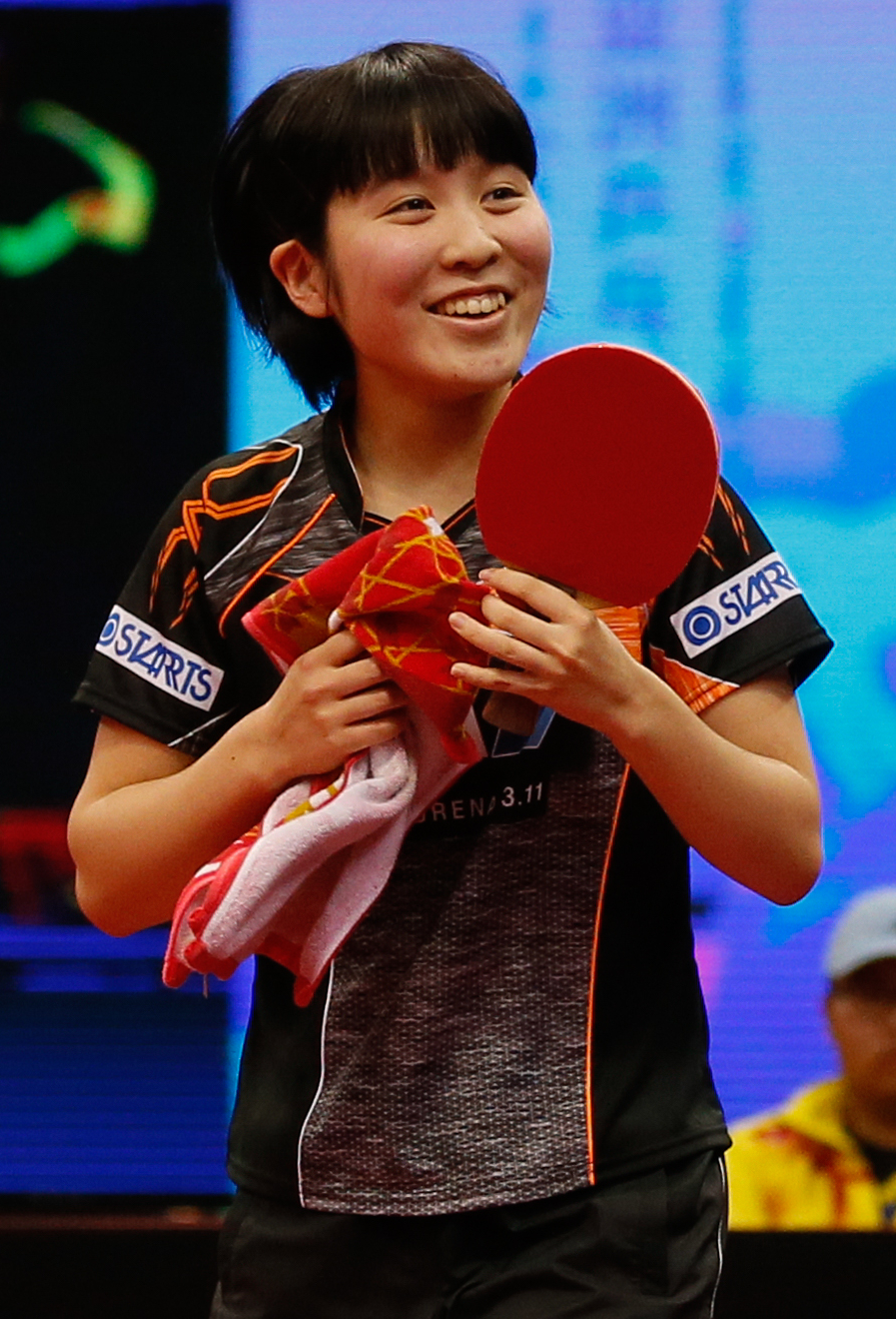
2017年アジア選手権優勝

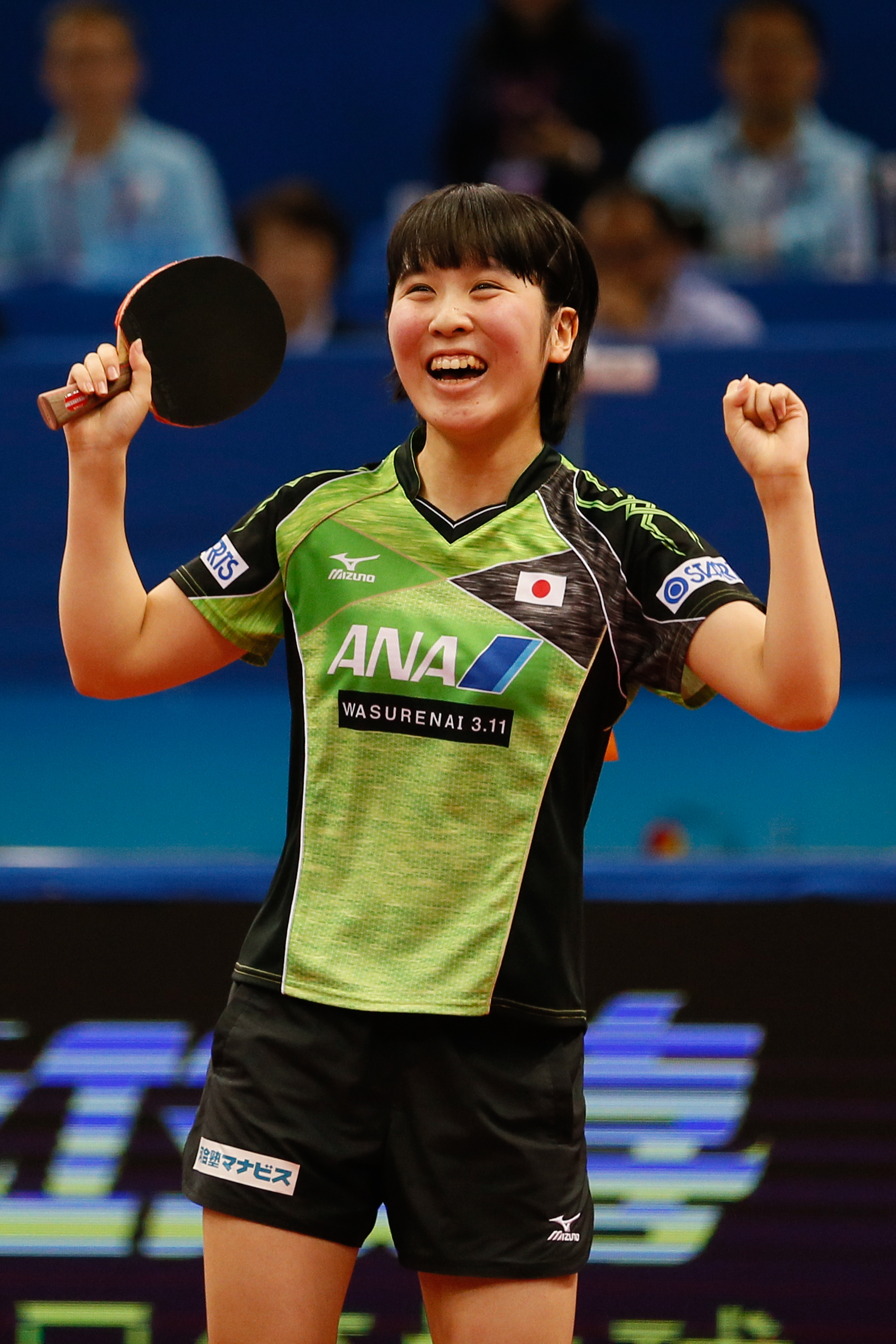
2017年アジア選手権優勝

2017年1月全日本選手権一般の部女子シングルスでは2年連続で決勝に進出し、3連覇中の石川佳純を4-2で下し史上最年少の16歳9か月での優勝を飾った。2017年4月にクロス・ビーとマネージメント契約を結ぶ。また第23回アジア選手権で団体で決勝まで1ゲームも落とさず決勝に進出、決勝では劉詩雯（ 中国）に敗れて準優勝となった。そして女子シングルスは自身の誕生日でもあった4月14日の準々決勝で世界ランク1位の丁寧（ 中国）を2ゲームを先行されながら逆転でフルゲームの末に破り、準決勝では2位の朱雨玲（ 中国）を下して決勝に進出、決勝では5位の陳夢（ 中国）と対戦、3-0（11-9、11-8、11-7）のストレートで勝利し、最年少かつ日本チームの選手として1996年の小山ちれ以来21年ぶりとなるアジア制覇を果たした。6月の第54回世界卓球選手権個人戦でダブルスは丁寧／劉詩雯組に3回戦で敗れたが、シングルスは準決勝でアジア選手権以来の再戦となった丁寧に1-4で敗れるも、1969年ミュンヘン大会小和田敏子、濱田美穂以来の48年ぶりの女子シングルスのメダルとなる銅メダルを獲得した。7月、世界ランキングで自己最高位の５位になり、初めて日本人トップに立った。11月、ユースオリンピック出場権を獲得した。またドイツオープン女子ダブルス（ペア早田ひな）で優勝した。

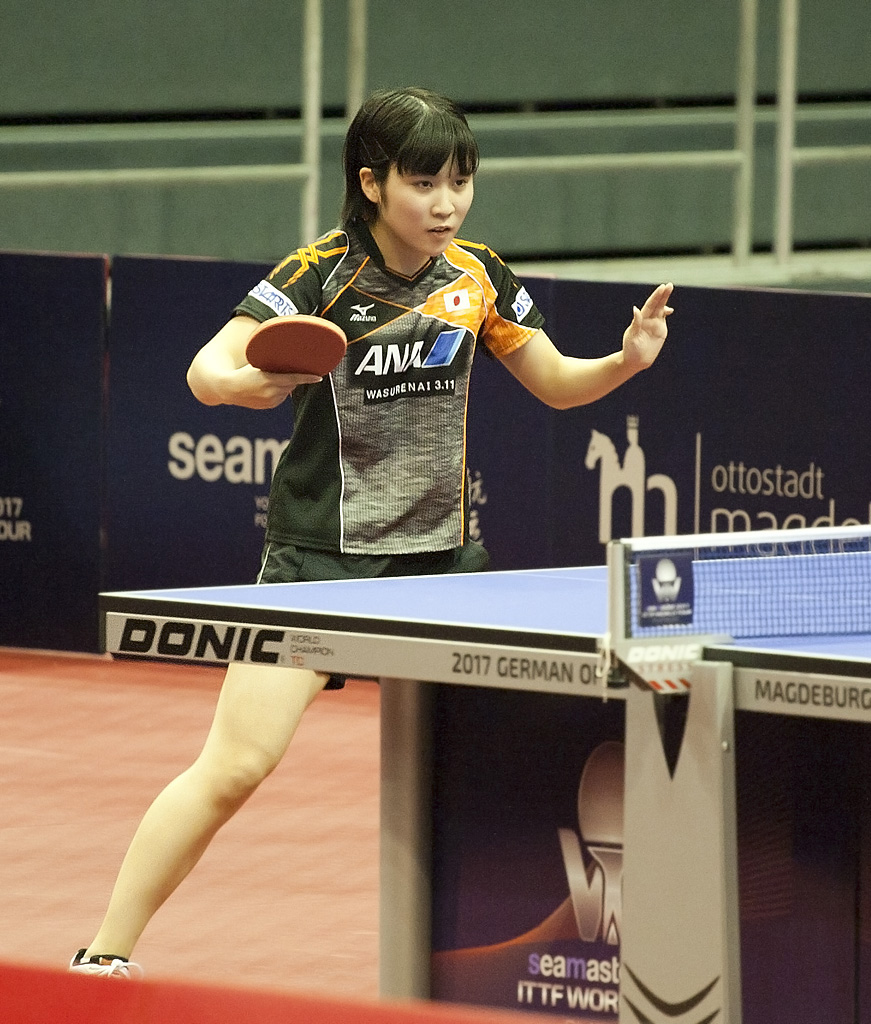
2017年11月のドイツオープン

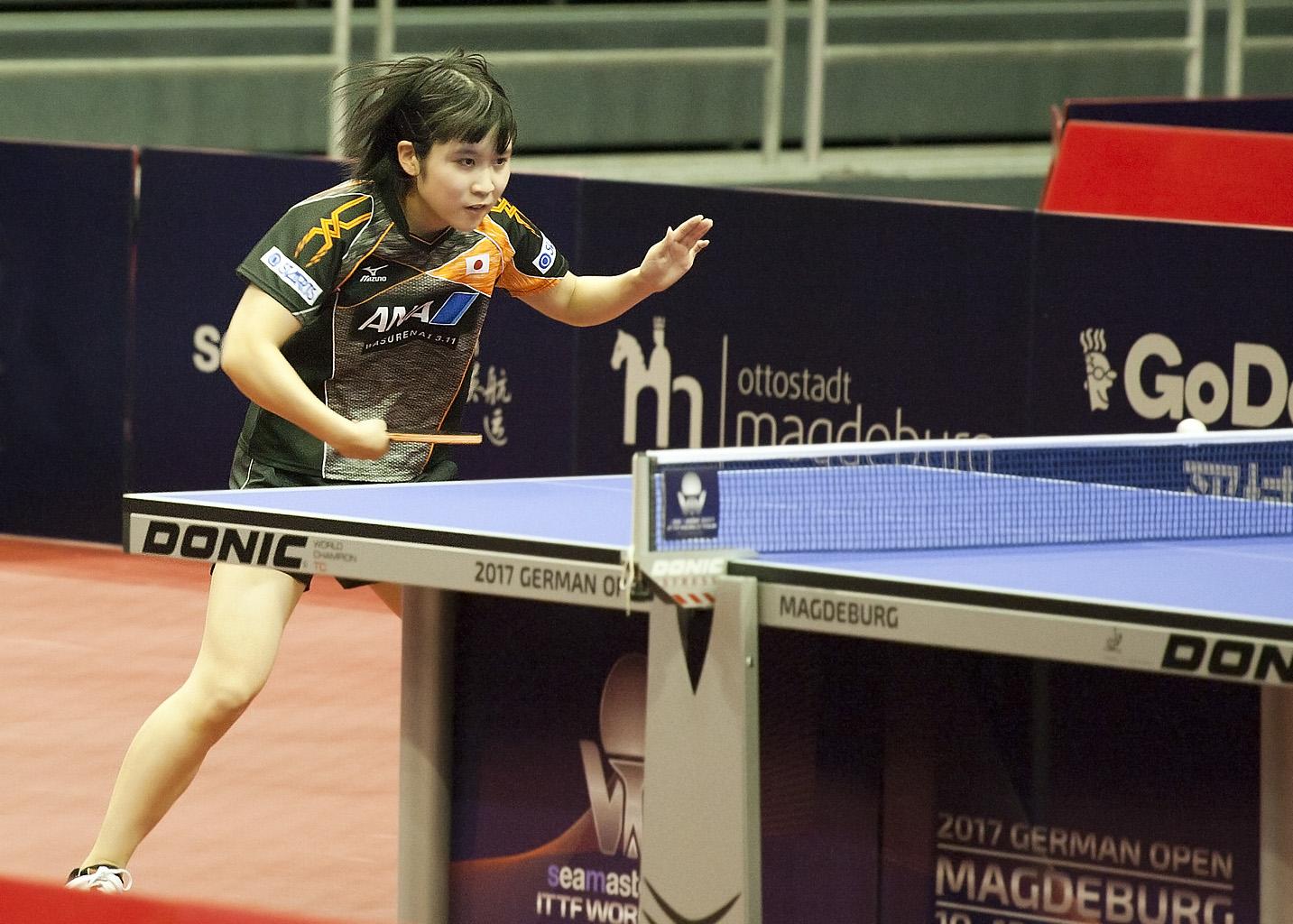
2017年11月のドイツオープン

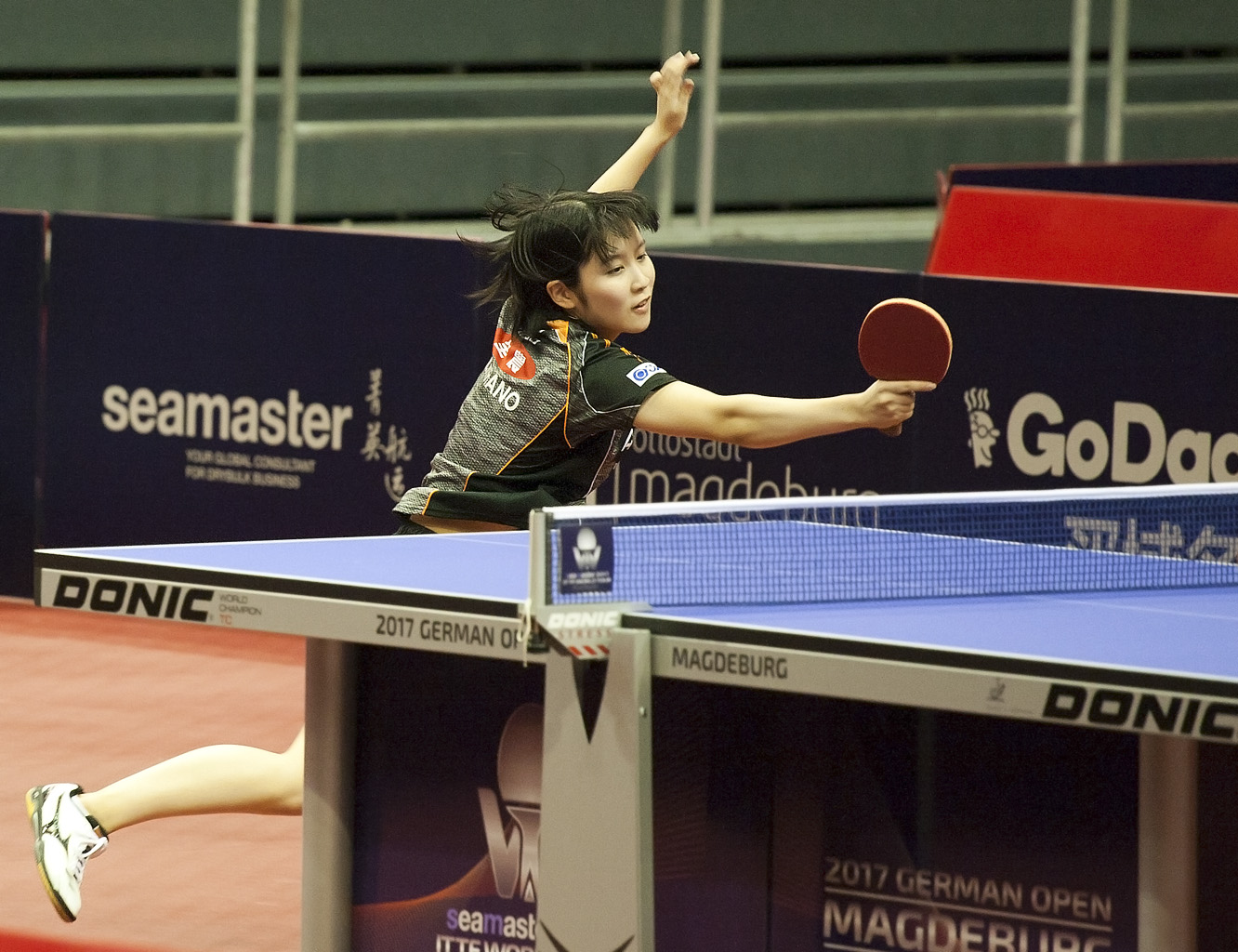
2017年11月のドイツオープン

### 2018年
2018年4月より、JOCエリートアカデミーを1年前倒しで修了しプロに転向し日本生命所属となる。5月、スウェーデンハルムスタッドで開催された世界選手権団体戦では、準決勝で梁夏銀( コリア)に3-0で勝利し、3大会連続の銀メダル以上に貢献した。

### 2019年
12月、2020年の世界選手権釜山大会の日本代表最終選考会の決勝で早田ひなを破り優勝し代表権を獲得した。

### 2020年
1月6日、東京五輪団体の代表選手に内定したことが発表され、初の五輪出場を決めた。
2月、ハンガリー・オープンでは石川佳純とダブルスを組み、杜凱琹/李皓晴ペアを破って初優勝を飾った。
7月後半には腰を痛め、9月のTリーグオールスター戦、11月に中国で行われた国際大会、さらにはTリーグ本戦も欠場した。

### 2021年
約10カ月ぶりの実戦となった全日本選手権一般の部女子シングルスは6回戦で木原美悠に敗退。
3月、WTT中東ハブ、コンテンダー大会に石川佳純とダブルスを組み優勝、スターコンテンダー大会に石川佳純とダブルスを組み準優勝。

### 2022年
4月、第19回アジア競技大会卓球競技代表候補選手選考会優勝。
11月、2022 全農CUP TOP32 船橋大会優勝。
2023年
6月から7月にかけて開催されたWTTコンテンダーザグレブ大会において、当時世界ランク1位の孫穎莎を破りし女子シングルス優勝を果たした。
2024年
2月5日、2024年パリオリンピックの卓球女子代表(女子シングルス、女子団体)に内定したことが発表された。 平野にとってオリンピックの女子シングルス代表になるのは初めてのことである。
パリオリンピックのシングルスでは準々決勝まで進出し、申裕斌( 韓国)と対戦。序盤、いきなり3ゲームを取られるも、驚異的な追い上げで3ゲームを取り返したが、最後はゲームカウント4-3で敗北した。
10月のアジア選手権女子団体では、3番手起用で陳幸同( 中国)を破り、女子団体の金メダル獲得に貢献した。

### 年表
- 2000年 4月14日 静岡県沼津市にて誕生
- 2002年 山梨県中巨摩郡田富町（現：山梨県中央市）に転居
- 2003年 9月「平野英才教育研究センター卓球研究部」で練習を始める
- 2007年 4月 田富北小学校 入学
- 2009年 4月 ミキハウスJSC山梨に所属。月に1度、練習施設のある大阪府八尾市に通う
- 2013年 3月 田富北小学校 卒業
- 2013年 4月 稲付中学校 入学 （入学を機に上京し、JOCエリートアカデミーに所属）
- 2014年 5月 中国甲Aリーグ、河南省河南に入団
- 2016年 3月 稲付中学校 卒業
- 2016年 4月 大原学園高校 入学
- 2016年 10月 中国超級リーグ、内モンゴル自治区オルドス1980に入団
- 2018年 4月 JOCエリートアカデミーを1年前倒しで修了しプロに転向、日本生命所属となる
- 2022年 4月1日 日本生命レッドエルフを退団、所属先の日本生命との契約も満了となる[14]
- 2022年 4月2日 木下グループと契約を発表[11][12][13]

## みうみま
同じ歳の伊藤美誠とは幼少時よりダブルスペアを組んで国際大会で成果を残しており、みうみまの愛称で呼ばれた。2013年2月に史上最年少でITTFワールドツアーの表彰台に、2014年3月にドイツオープンで優勝し13歳160日の伊藤は2002年に13歳224日で優勝した郭躍の記録を抜く史上最年少記録を作り、13歳350日の平野は3番目の記録となった。また、2人の合計年齢（27歳145日）が史上最年少記録としてギネス世界記録に認定された。翌週スペインオープンでも優勝し2勝目を挙げ、年末の世界ジュニア選手権で準優勝、ITTFワールドツアーグランドファイナルでは最年少で優勝した。2015年は7月に韓国オープン優勝、10月のアジア選手権で準優勝、12月のグランドファイナルで準優勝した。しかしリオ五輪で平野はリザーブ、伊藤がリオ五輪に出場するため、一時的にペアを解消。リオ五輪後は再びペアを組んだが12月の世界ジュニア選手権など成績が上がらず、「シングルスではお互い確実に強くなっているのに、ダブルスではまとまっていない。いろいろできすぎて、いろいろやってしまう感じです。それがミスにつながってしまう。前はできない分、やれることを徹底的にやって、ある意味では安定していたんです。でも今はいろいろやりすぎる。得点 があったとしても、それがパターンとして良いのかわからなくて、しっくりこない」（伊藤）、「前組んでいた時から期間が空いて、そのせいにしたらダメなんですけど、前のほうがいろいろできない部分をカバーできていたのに、個々の力がついて逆にバラバラになっている感じがある。前のほうがダブルスという感じがします」（平野）とお互いに急激に成長するがゆえに、ダブルスのコンビネーションが崩れてしまうなどの理由もあり、2017年の世界選手権は平野は石川佳純、伊藤は早田ひなとダブルスを組むことになった。
またライバルとして切磋琢磨する関係であり、最初はバンビの部、カブの部で優勝するなど平野美宇がリードしていたが、2011年頃から伊藤美誠が最年少でITTFカデット、ジュニアオープンで優勝するなど頭角を現し始め、最年少でワールドツアー優勝やオリンピックメダリストになり、直接対決でも6連勝するなどリードした。しかしリオ五輪落選後は平野美宇が最年少でワールドカップ・全日本選手権・アジア選手権で優勝したり、直接対決でも4連勝するなど抜きつ抜かれつしている。シングルスでの対戦成績は23戦中、平野美宇8勝、伊藤美誠15勝。その内決勝が5回、勝った方が優勝が12回である。ITTF主催では10戦中、平野美宇4勝、伊藤美誠6勝。その内決勝が1回、勝った方が優勝が5回である。

## ライバル
丁寧（ 中国）は2015世界選手権とリオ五輪を優勝している世界ランク1位の選手で、最も対戦が多く、また最も負けている相手である。初対戦からその世界選手権を含み全てストレートで7連敗（ちなみに2016超級リーグでもストレートで負けている）していた。2017アジア選手権準々決勝でも0-2の崖っぷちに追い込まれたが、3ゲーム（通算30ゲーム）目でようやく奪取した。その後デュースに持ち込まれる熱戦ながら3ゲーム連取して逆転で初勝利を挙げると、勢いに乗り優勝を果たした。しかし直後の第54回世界卓球選手権個人戦では、準決勝で対戦し1-4で敗れた。ITTF主催、通算1勝10敗。
劉詩雯（ 中国）は元世界ランク1位で、彼女を手本にフォアと重心の入り方に重点を置いた練習をしている「憧れの選手」である。まだ1回も勝てておらず、2017アジア選手権でも団体で敗れた。ITTF主催、通算0勝5敗。
石川佳純は全日本選手権で4回優勝している選手である。その全日本選手権では2016年は決勝で負け3連覇を許したが、翌年再び決勝で対戦し初勝利を挙げ、最年少優勝を果たした。通算ではITTF主催は0勝4敗。国内全国大会は1勝1敗である、2019年8月のチェコオープンでは準決勝で4-1で国際大会において初勝利をあげた、
佐藤瞳とはITTFワールドツアーの決勝で5回対戦し平野2勝、佐藤3勝。また残りのポーランドオープンも勝った平野がツアー初優勝するなど優勝を争うことが多い。国内全国大会はまだ一度もない。通算では3勝3敗である。
早田ひなは同じ黄金世代のライバルである。通算ではITTF主催は4勝3敗。国内全国大会は0勝1敗である。
加藤美優も同じ黄金世代のライバルで、年度別決勝で5回対戦があり、平野2勝（2007バンビ、2009カブ）、加藤3勝（2008カブ、2011ホープス、2014ジュニア）と幼少期より優勝を争ってきた。通算ではITTF主催は1勝2敗。国内全国大会は2勝4敗である。

## プレースタイル
リオ五輪代表選考に落選する以前は安定性を重視したラリースタイルであったが、中澤鋭がコーチになってからは攻撃的な強打を仕掛ける高速ラリースタイルの卓球へモデルチェンジを図った。それまで得意であったバックハンドに加えフォアハンドも威力を増すために、スクワットが15キロから37キロまで上げられるようになるなど筋力トレーニングも積極的に取り入れた。また元世界ランク1位の劉詩雯（ 中国）を手本にフォアと重心の入り方に重点を置いた、足腰をうまく連動させた重心の低いフォームへ改善した。
コーチの中澤鋭は「フォーム自体は変えていません。変えたのは力を入れる順番。重心を移動させる流れですね。まず足から入って腰に連動させ、それを手に伝えて最大のパワーを出せるように改善しました。これまでどちらかというと威力がなかった。そのままでは中国の強い選手には勝てない。平野が高速ラリーができるようになったのも、足の重心の乗り方と使い方を優先に考えさせるようにしたから。卓球はスピードが速い。人間の体は、最も器用な手が最初に反応してしまう。そうなると、どうしても足への意識がゆるくなってしまう。すべてのパワーは足から上に伝わっていく。腰のひねりも足があるからこそできる。どんなプレーでも常に足に重心を意識してからプレーするようにさせました。そうしたら、バランスも取りやすくなって連続で得点できるようになった」と語る。
小学生時代は学校が終わると、母が教えている平野卓研で練習するほか、社会人や高校生の練習にも参加して、1日平均3時間の練習をしていた。
JOCエリートアカデミーでは学校のある日は1日4時間、土日は6～7時間の練習をこなす。月の休日は多くて4日、少ない時は2日の時もある。
ただプレイスタイルのモデルチェンジ以降、右肩痛の痛みにも悩まされており2017年1月全日本選手権でも痛み止めを飲みテーピングを巻いた状態で、その後の大会でも痛みを抱えながら挑んでいる、第54回世界卓球選手権個人戦も直前のドイツ合宿で再発しテーピングを巻いた状態で試合に臨んだ。

## 評価
元ホープス日本代表渡辺理貴監督は、初代表合宿招集時「ボールを打つ基本技術が本当にしっかりしている。福原や石川が8歳の頃と比べても、将来より期待できるものを持っている」「卓球のゲーム性を理解している（中略）ただやみくもに打つのではなく、相手に打たせることも考えている」と評した。
日本卓球協会の前原正浩専務理事（現副会長）は、JOCエリートアカデミー入校式で「平野は将来の日本の柱。彼女を育てるのが我々の使命」と話した。
前村上恭和女子代表監督は、2016世界選手権代表発表において、「男性のコーチに変わり、本当に中国に勝ちたかったら入れるだけのコントロールショットでは勝てないと常々言ってました。自分から仕掛けて早い打球点でパワーをつけていくしかないと。それで一時、取りこぼしもしていた。そこを上手く修正して、この大会は活躍しました。本当は選んでやりたい。平野は成長している。ただ、この勝利ポイント制を設けたのに、それを破棄して選ぶことは立場上できません」と評した
馬場美香女子代表監督は、2017年の全日本選手権優勝を受けて、「フォアが非常に強く鋭くなり、ボールが重くなりました。また勝負どころでここ一本欲しいというときに思い切ったプレーができている」と評した。
日本卓球協会強化本部長兼エリートアカデミー総監督の宮崎義仁は2017世界選手権代表発表時、「中国を倒すことだけ考えて合宿を入れており、彼女は全部吸収して、やればやるほど強くなる」「スピードなら劉詩雯を超えている。世界王者になってもおかしくない」と評した。また2017アジア選手権優勝を受けて、「思った以上に早く、強くなっている。（プレーの）スピードが絶対的に速い。若い子は1試合ごとに強くなる」と評した。
孔令輝（ 中国）中国女子監督は2013世界選手権の直後に「今大会で、将来中国女子の脅威となり得る若手選手はいましたか？」と聞かれ、「若手選手の育成という点では、日本が比較的進んでおり、力も入れています。今年のカタールオープンでは、すでに14歳前後の選手たちを派遣してきている。将来、彼女たちは我々にとって、大きな脅威になる可能性があります」と答えた（カタールオープンに出場していた14歳前後の選手たちというのは、平野美宇、伊藤美誠、浜本由惟、加藤美優らを指している。日本女子チームの将来を担う「黄金世代」と呼ばれる選手達である）。その後アジア選手権の優勝を受けて「平野は試合を支配した。彼女のテクニックは我々よりも先進的だ」と評した。
4年間ジュニア代表のコーチを務めた韓国出身の呉光憲（ 韓国）はアジア選手権の優勝を受けて「平野の優勝は予想されていた。私が指導したなかで、伊藤美誠が天才肌とすれば、平野美宇は努力家。2人は中2の時にダブルスのパートナーでしたが、高2の時に分かれました。それだけライバル意識が強かった。少し実力で劣っていた平野の競争心は強かった。（アジア選手権では）いつか伊藤に勝つという思いが表れていたように思います」と評した。
中学1年から4年間コーチを務めた劉潔は「彼女は毎回の練習、そして一球一球に対してとても真剣に取り組んでいた。それは目を見れば分かる。技術的な探究心はもっと強くて、分からないところがあれば必ず徹底的に研究する。これは、同じ年ごろの他の選手にはなかなか見られなかったこと」と評した。
日本卓球協会の羽生綾子トレーナーは「夕食を食べた後でも気になることがあれば戻ってボールを打っていた」と練習の虫ぶりを評価する。

## 人物

### 家族
両親ともに元筑波大学卓球部主将、元教師の母親の真理子は全国教職員卓球大会ベスト8に入ったこともある。また内科医の父親は筑波大学時代に全日本選手権2回戦に進出、次女の世和（せわ）、三女の亜子も卓球選手と卓球一家である。また亜子はホープス日本代表に選ばれ、2016年東アジアホープス卓球選手権に出場している。祖父の平野光昭は山梨大学名誉教授の数学者で山梨医科大学卓球部の顧問をしていた、2016年春には瑞宝中綬章を受章している。村松雄斗はいとこで、平野卓研出身で世界選手権などの国際大会に共に出場している。

### 趣味・嗜好
- 卓球選手では張継科のファンを公言している[144]。
- ワールドカップ優勝時にはツイッター上でHey! Say! JUMPの伊野尾慧に会いたいとつぶやいた[145][146]。
- 乃木坂46のファンで、そのきっかけは2014年1月頃にあるファッション誌で白石麻衣、西野七瀬を見て色々気になり始めたことからだったという[147]。握手会に参加して西野七瀬や星野みなみに会いに行ったり[148]、西野七瀬は直筆サインを入れたかばんを試合会場に持ち込んだり[149]、おしゃれイズム (日本テレビ) でゲスト出演もした。
- AKB48のファンで、第9回の選抜総選挙で、NMB48の植村梓とSKE48の後藤楽々に投票した。植村とは東京ディズニーシーに行く仲である[150]。

### エピソード
- 母親によると、卓球の時は負けず嫌いだが、普段は大人しい性格で目立ちたがらない[129]。
- 同学年の競泳選手の池江璃花子とは大きな大会前には連絡を取り合うほど親交がある[151][152]。

## 戦歴
主な戦績（カッコ内はダブルスペア、団体メンバー）

### 平野卓研時代
- 2003年9月 - 3歳5ヶ月で卓球を始める
- 2004年7月 - 全日本卓球選手権大会バンビの部 最年少出場（4歳2ヶ月）
- 2004年9月 - 全日本卓球選手権大会バンビの部 予選リーグ敗退1勝1敗（福原愛より1年早く幼稚園年少児で出場）
- 2005年7月 - 全日本卓球選手権大会バンビの部 ベスト64（出場者169人）[153]
- 2006年7月 - 全日本卓球選手権大会バンビの部 加藤美優に負けベスト16[154]
- 2007年7月 - 全日本卓球選手権大会バンビの部 加藤美優に勝ち優勝（小学校1年生での優勝は福原愛以来12年ぶりの快挙）[155][20][129]
- 2008年7月27日 - 全日本卓球選手権大会カブの部 加藤美優に負け準優勝[156][129]
- 2009年1月 - 全日本卓球選手権大会ジュニアの部 に小学2年で出場しベスト128（福原愛が小学4年でつくった史上最年少出場と勝利記録を更新）[157][129]
- 2009年3月 -東京選手権で最年少勝利[31]

### ミキハウスJSC山梨時代
- 2009年7月24-26日 - 全日本卓球選手権大会カブの部 加藤美優に勝ち優勝[34]
- 2010年1月 - 全日本卓球選手権大会 一般の部に史上最年少となる9歳で出場。混合ダブルス ベスト128（古井亨）[158]
- 2010年7月 - 全日本卓球選手権大会ホープスの部 3位[159]
- 2010年8月 - ITTFジュニアサーキット2010 香港ジュニア&カデットオープン カデット女子シングルス ベスト32、女子ダブルス（伊藤美誠） ベスト8（ITTF主催デビュー戦）
- 2011年7月 - 全日本卓球選手権大会ホープスの部 加藤美優に負け準優勝[160]
- 2011年8月 - 第20回東アジアホープス卓球選手権　女子シングルス伊藤美誠に勝ち優勝、女子団体（伊藤美誠・加藤美優・三村優果・合田あかり）優勝[37]
- 2011年8月 - ITTFジュニアサーキット2011　韓国ジュニア&カデットオープン  女子カデット団体（伊藤美誠・加藤美優）3位[161]
- 2011年9月 - ITTFジュニアサーキット2011　チャイニーズタイペイジュニア&カデットオープン  カデット女子シングルス 伊藤美誠に負け3位、女子カデット団体（伊藤美誠・加藤美優）優勝[162]
- 2011年11月 - 全日本卓球選手権大会カデットの部 13歳以下の部 伊藤美誠に勝ち優勝、女子ダブルス（平野世和） ベスト64[163]
- 2012年1月 - 全日本卓球選手権大会ジュニアの部 初の決勝進出、準優勝
- 2012年3月 - 第64回東京卓球選手権大会 カデットの部 優勝[164]
- 2012年4月 - ITTFジュニアサーキット2012　フランスジュニア&カデットオープン  ジュニア女子シングルス 3位、女子ダブルス（平真由香）優勝、女子団体（浜本由惟・平真由香・鈴木李茄）優勝[165]
- 2012年7月 - 第18回アジアジュニア選手権 カデット女子団体（伊藤美誠・浜本由惟）準優勝[166]
- 2012年7月 - 全日本卓球選手権大会ホープスの部 早田ひなに負け3位[167]
- 2012年8月 - ITTFジュニアサーキット2012　香港ジュニア&カデットオープン ジュニア女子ダブルス（伊藤美誠）、女子団体 （伊藤美誠・加藤美優）3位[168]
- 2012年8月 - 第21回東アジアホープス卓球選手権 女子シングルス伊藤美誠に負け準優勝、カデット女子団体（伊藤美誠・早田ひな・塩見真希）優勝[169]
- 2012年11月 - 全日本卓球選手権大会カデットの部 14歳以下の部優勝、女子ダブルス（平野世和） ベスト64[170]
- 2013年1月 - 全日本卓球選手権大会 女子ダブルス（伊藤美誠）ベスト16[171]
- 2013年2月 - ITTFワールドツアーカタールオープン 女子ダブルス（伊藤美誠）3位[172]
- 2013年3月 - 第65回東京卓球選手権大会 ジュニアの部 森薗美月に勝ち優勝[173]

### 中学時代
- 2013年5月 - ITTFジュニアサーキット2013　ポーランドジュニア&カデットオープン  ジュニア女子シングルス 加藤美優に負け3位、カデット女子シングルス 浜本由惟に負け3位、女子団体 （加藤美優・浜本由惟）優勝[174]
- 2013年8月 - ITTFジュニアサーキット2013　韓国ジュニア&カデットオープン  カデット女子シングルス 優勝[175]
- 2013年9月 - 第19回アジアジュニア選手権 カデット女子シングルス3位、女子団体（伊藤美誠・浜本由惟）準優勝[176]
- 2013年10月 - 全日本選手権団体の部 女子団体（伊藤美誠・加藤美優・浜本由惟）準優勝[177]
- 2013年12月 - 世界ジュニア卓球選手権 女子団体（伊藤美誠・加藤美優・森さくら）準優勝
- 2014年1月 - 全日本卓球選手権大会ジュニアの部 加藤美優に負け準優勝[178]
- 2014年3月 - ジャパントップ12卓球大会 準優勝[179]
- 2014年3月 - ITTFワールドツアードイツオープン 女子ダブルス（伊藤美誠）優勝
- 2014年4月 - ITTFワールドツアースペインオープン 女子シングルス準優勝、女子ダブルス（伊藤美誠）優勝
- 2014年5月 - 中国甲Aリーグシングルス2勝1敗、ダブルス3勝1敗
- 2014年6月 - ITTFワールドツアー韓国オープン 女子ダブルス（伊藤美誠）準優勝
- 2014年9月 - 第20回アジアジュニア選手権 カデット女子シングルス3位、女子団体（伊藤美誠・早田ひな）優勝[180]
- 2014年10月 - アジア大会 女子団体（福原愛・石川佳純・平野早矢香・若宮三紗子）準優勝
- 2014年11月 - ITTFワールドツアー ロシアオープン U21女子シングルス優勝[181]
- 2014年11月 - ITTFワールドツアー スウェーデンオープン U21女子シングルス 佐藤瞳に負け準優勝、女子ダブルス（伊藤美誠） 3位[182]
- 2014年12月 - 世界ジュニア卓球選手権　女子シングルスベスト8、女子ダブルス（伊藤美誠）、団体（伊藤美誠・佐藤瞳・前田美優） 準優勝
- 2014年12月 - ワールドツアーグランドファイナル 女子ダブルス（伊藤美誠）優勝
- 2015年1月 - 全日本卓球選手権大会 女子ダブルス（伊藤美誠）ベスト16、全日本卓球選手権大会ジュニアの部 伊藤美誠に負け3位[183]
- 2015年2月 - ジャパントップ12卓球大会 平野早矢香に負け3位[184]
- 2015年3月 - ITTFワールドツアー ドイツオープン U21女子シングルス 早田ひなに負け3位[185]
- 2015年3月 - ITTFワールドツアースペインオープン U21女子シングルス 伊藤美誠に勝ち優勝、女子ダブルス（伊藤美誠）準優勝[186]
- 2015年4月 - ITTFジュニアサーキット2015　モーリシャスジュニア&カデットオープン ジュニア女子シングルス 優勝、カデット女子シングルス 優勝[187]
- 2015年4月 - 第53回世界卓球選手権個人戦 女子シングルス、女子ダブルス（伊藤美誠） ベスト32
- 2015年5月 - ITTFジュニアサーキット2015　スペインジュニア&カデットオープン ジュニア女子シングルス 優勝、カデット女子シングルス 優勝[188]
- 2015年5月 - ITTFワールドツアー ベラルーシオープン U21女子シングルス 佐藤瞳に負け準優勝[189]
- 2015年7月 - ITTFワールドツアー韓国オープン 女子ダブルス（伊藤美誠）優勝
- 2015年8月 - ITTFワールドツアー ブルガリアオープン U21女子シングルス 準優勝[190]
- 2015年10月 - アジア選手権 女子ダブルス（伊藤美誠）、団体（福原愛・若宮三紗子・田代早紀・伊藤美誠）準優勝
- 2015年10月 - ITTFワールドツアー ポーランドオープン U21女子シングルス 佐藤瞳に勝ち優勝[191]
- 2015年12月 - ワールドツアーグランドファイナル 女子ダブルス（伊藤美誠） 準優勝
- 2016年1月 - 全日本卓球選手権大会一般の部女子シングルス 石川佳純に負け準優勝（史上最年少の決勝進出）、ジュニアの部 橋本帆乃香に負け3位[192]
- 2016年3月 - ITTFワールドツアー クウェートオープン U21女子シングルス 3位

### 高校時代
- 2016年4月 - ITTFワールドツアー ポーランドオープン女子シングルス 優勝
- 2016年4月 - アジアカップ 女子シングルス 伊藤美誠に勝ち5位
- 2016年5月 - ITTFワールドツアークロアチアオープン女子シングルス 佐藤瞳に負け準優勝
- 2016年9月 - 第22回アジアジュニア選手権 女子団体（伊藤美誠・塩見真希・長﨑美柚） 準優勝
- 2016年10月 - ワールドカップ 女子シングルス優勝（日本人初、史上最年少での優勝）[193]
- 2016年11月 - 中国スーパーリーグ[194]3勝8敗（シングルス3勝7敗）、個人31位[195]、チームは8位[196]。
- 2016年12月 - 世界ジュニア卓球選手権 女子シングルスベスト8、混合ダブルス（張本智和）ベスト8、女子団体（伊藤美誠・早田ひな・加藤美優） 優勝
- 2016年12月 - グランドファイナル 女子シングルス ハン・イン（ ドイツ）に敗れて3位
- 2017年1月 - 全日本卓球選手権大会 一般の部女子シングルス 石川佳純に勝ち優勝（史上最年少の16歳9ヶ月での優勝）
- 2017年4月 - 第23回アジア選手権女子シングルス優勝（日本人21年ぶり）[96]、団体（伊藤美誠・早田ひな・加藤美優・佐藤瞳）で準優勝
- 2017年4月 - ITTFワールドツアー韓国オープン女子シングルス 石川佳純に負け3位
- 2017年6月 - 第54回世界卓球選手権個人戦女子シングルス銅メダル（1969年ミュンヘン大会以来48年ぶり）
- 2017年6月 - ITTFワールドツアージャパンオープン女子シングルス 陳夢に破れベスト8
- 2017年6月 - ITTFワールドツアー中国オープン女子シングルス 丁寧に破れベスト8
- 2017年9月 - アジアカップ 女子シングルス 石川佳純に敗れ4位
- 2017年11月 - ITTFワールドツアードイツオープン 女子ダブルス（早田ひな）優勝
- 2018年1月 - 全日本卓球選手権大会 一般の部女子シングルス 伊藤美誠に敗れ準優勝
- 2018年2月 - ワールドカップ 女子団体 準優勝
- 2018年5月 - 世界選手権団体戦（石川佳純・伊藤美誠・早田ひな・長﨑美柚） 準優勝

### 高校卒業後
- 2019年3月 - ITTFチャレンジプラスオマーンオープン 女子シングルス 早田ひなに敗れて3位。
- 2019年3月 - ITTFワールドツアーカタールオープン 女子シングルス 何卓佳に敗れてベスト16。
- 2019年4月 - ITTF-ATTUアジアカップ 5位決定戦で杜凱琹に敗れて6位。
- 2019年4月 - 第55回世界卓球選手権個人戦女子シングルス 丁寧に敗れてベスト8。
- 2019年5月 - ITTFワールドツアー中国オープン 女子シングルス 丁寧に敗れてベスト16。
- 2019年6月 - ITTFワールドツアー香港オープン 女子シングルス 伊藤美誠に敗れて3位。
- 2019年6月 - ITTFワールドツアージャパンオープン 女子シングルス 劉詩雯に敗れて3位。
- 2019年7月 - ITTFワールドツア韓国オープン 女子シングルス 陳夢に敗れてベスト16、女子ダブルス（芝田沙季）ベスト8。
- 2019年7月 - ITTFワールドツアオーストラリアオープン 女子シングルス 伊藤美誠に敗れてベスト16、女子ダブルス、芝田沙季）ベスト8。
- 2019年7月 - T2ダイヤモンドジョホールバル大会 馮天薇に敗れてベスト16。
- 2019年8月 - ITTFワールドツアーブルガリアオープン女子シングルス 陳幸同に敗れてベスト16 女子ダブルス（芝田沙季）準優勝。
- 2019年8月 - ITTFワールドツアーチェコオープン女子シングルス 陳幸同に敗れて準優勝、女子ダブルス（芝田沙季）準優勝。
- 2019年9月 - アジア選手権団体 中国に敗れて準優勝、女子ダブルス（石川佳純）3位。
- 2019年11月 - ワールドカップ 女子団体 準優勝。
- 2019年12月 - ジャパントップ12 準優勝。
- 2020年2月 - ITTFワールドツアードイツオープン女子ダブルス（石川佳純）陳夢/王曼昱に敗れて準優勝。
- 2020年2月 - ITTFワールドツアーハンガリーオープン女子ダブルス（石川佳純）杜凱琹/李皓晴を破って優勝。
- 2021年3月 - WTT中東ハブコンテンダードーハ女子ダブルス（石川佳純）鄭先知/陳思羽を破って優勝。
- 2021年3月 - WTT中東ハブスターコンテンダードーハ女子ダブルス（石川佳純）田志希/申裕斌に敗れて準優勝。
- 2021年8月 - 東京オリンピック 女子団体 準優勝。
- 2021年11月 - 第56回世界卓球選手権個人戦女子シングルス 陳夢に敗れてベスト16、女子ダブルス（石川佳純）孫穎莎/王曼昱ペアに敗れて準々決勝。
- 2022年4月 - 第19回アジア競技大会卓球競技代表候補選手選考会 優勝。
- 2022年6月 - WTTコンテンダーザグレブ女子シングルス 伊藤美誠に敗れて準優勝。
- 2022年6月 - WTTフィーダー オトーチェッツ女子シングルス 小塩遥菜を破って優勝。
- 2022年8月 - Tリーグ個人戦早田ひなに敗れて準優勝。
- 2022年9月 - WTTコンテンダー アルマトイ女子ダブルス（早田ひな）申裕斌/崔孝珠を破って優勝。
- 2022年11月 - 2022 全農CUP TOP32 船橋大会早田ひなを破って優勝。
- 2023年6月 - Tリーグ個人戦伊藤美誠を破り 優勝。
- 2023年7月 - WTTコンテンダーザグレブ女子シングルス 孫穎莎を破って 優勝。
- 2024年3月 - 世界選手権団体戦（早田ひな・伊藤美誠・張本美和・木原美悠） 準優勝
- 2024年8月 - パリオリンピック 女子団体 準優勝。
- 2024年10月 - アジア選手権団体（早田ひな・伊藤美誠・張本美和・大藤沙月） 中国を破って 優勝。

## 成績

### 最高成績

#### 女子シングルス
- オリンピック  ベスト8（2024）
- 世界選手権  銅メダル（2017）
- ワールドカップ 優勝（2016）
- ITTFワールドツアー 優勝（ポーランド2016）

- ITTFワールドツアーグランドファイナル ベスト4（2016）
- アジア選手権 優勝（2017）

- アジアカップ  4位（2017）
- 全日本選手権 優勝（2017）
- ジャパントップ12 準優勝（2014）
- 世界ジュニア選手権 ベスト8（2014、2016）
- ITTFワールドツアーU21 優勝3回（2014ロシア・スペイン、2015ポーランド）
- ITTFジュニアサーキット ジュニア 優勝（2015モーリシャス）
- ITTFジュニアサーキット カデット 優勝（2013韓国、2015モーリシャス）
- アジアカデット卓球選手権 3位（2013,2014）
- 東アジアホープス卓球選手権 優勝（2011）
- ジュニアの部 準優勝（2012、2014）
- カデットの部14歳以下 優勝（2012）
- カデットの部13歳以下 優勝（2011）
- ホープスの部 準優勝（2011）
- カブの部 優勝（2009）
- バンビの部 優勝（2007）

#### 女子ダブルス
- 世界選手権  ベスト8（2021）
- ITTFワールドツアー 優勝4回（2014ドイツ・スペイン、2015韓国、2017ドイツ）

- ITTFワールドツアーグランドファイナル 優勝（2014）
- アジア選手権 準優勝（2015）
- 世界ジュニア選手権 準優勝（2014）
- アジアジュニア卓球選手権 ベスト16（2016）
- 全日本選手権 ベスト4（2022）
- カデットの部 ベスト64（2011、2012）

#### 混合ダブルス
- 全日本選手権 ベスト16（2018）
- 世界ジュニア選手権 ベスト8（2016）

#### 女子団体
- オリンピック 準優勝（2020、2024）
- 世界選手権 準優勝（2018、2024）
- アジア選手権 優勝（2024）
- アジア大会 準優勝（2014）
- 全日本選手権 準優勝（2013）
- 世界ジュニア選手権 優勝（2016）
- アジアジュニア卓球選手権 準優勝（2016）
- アジアカデット卓球選手権 優勝（2014）
- 東アジアホープス卓球選手権 優勝（2011、2012）

### 国際大会決勝
※一般の部のみ

#### 女子シングルス
優勝5、準優勝4
| 結果   | 年.月   | 大会                         | スコア | 対戦相手   | 公式動画 |
| ------ | ------- | ---------------------------- | ------ | ---------- | -------- |
| 準優勝 | 2014.4  | ワールドツアー・スペインOP   | 1-4    | リ・フェン |          |
| 優勝   | 2016.4  | ワールドツアー・ポーランドOP | 4-0    | ユ・モンユ |          |
| 準優勝 | 2016.5  | ワールドツアー・クロアチアOP | 1-4    | 佐藤瞳     |          |
| 優勝   | 2016.10 | ワールドカップ2016           | 4-0    | 鄭怡静     |          |
| 優勝   | 2017.4  | 第23回アジア選手権           | 3-0    | 陳夢       |          |
| 準優勝 | 2019.8  | ワールドツアー・チェコOP     | 3-4    | 陳幸同     |          |
| 準優勝 | 2022.6  | WTTコンテンダー・ザグレブ    | 2-4    | 伊藤美誠   |          |
| 優勝   | 2022.6  | WTTフィダー・オトーチェッツ  | 4-1    | 小塩遥菜   |          |
| 優勝   | 2023.7  | WTTコンテンダー・ザグレブ    | 4-3    | 孫穎莎     |          |

#### 女子ダブルス
優勝7、準優勝8
| 結果   | 年.月   | 大会                                 | ペア     | スコア | 対戦相手                    | 公式動画 |
| ------ | ------- | ------------------------------------ | -------- | ------ | --------------------------- | -------- |
| 優勝   | 2014.3  | ワールドツアー・ドイツOP             | 伊藤美誠 | 3-0    | グジボフスカ/パルティカ     |          |
| 優勝   | 2014.4  | ワールドツアー・スペインOP           | 伊藤美誠 | 3-2    | リュウ・ジャ/バチェノフスカ |          |
| 準優勝 | 2014.6  | ワールドツアー・韓国OP               | 伊藤美誠 | 0-3    | 陳可/王曼昱                 |          |
| 優勝   | 2014.12 | ITTFワールドツアーグランドファイナル | 伊藤美誠 | 4-0    | グジボフスカ/パルティカ     |          |
| 準優勝 | 2015.3  | ワールドツアー・スペインOP           | 伊藤美誠 | 2-3    | 福原愛/若宮三紗子           |          |
| 優勝   | 2015.7  | ワールドツアー・韓国OP               | 伊藤美誠 | 3-2    | 早田ひな/佐藤瞳             |          |
| 準優勝 | 2015.10 | 第22回アジア選手権                   | 伊藤美誠 | 0-4    | キム・ヘソン/リ・ミギョン   |          |
| 準優勝 | 2015.12 | ワールドツアー・グランドファイナル   | 伊藤美誠 | 0-4    | 丁寧/朱雨玲                 |          |
| 優勝   | 2017.11 | ワールドツアー・ドイツOP             | 早田ひな | 3-0    | 陳思羽/鄭怡静               |          |
| 準優勝 | 2019.8  | ワールドツアー・ブルガリアOP         | 芝田沙季 | 0-3    | 顧玉婷/木子                 |          |
| 準優勝 | 2019.8  | ワールドツアー・チェコOP             | 芝田沙季 | 1-3    | 顧玉婷/木子                 |          |
| 準優勝 | 2019.8  | ワールドツアー・ドイツOP             | 石川佳純 | 1-3    | 陳夢/王曼昱                 |          |
| 優勝   | 2020.2  | ワールドツアー・ハンガリーOP         | 石川佳純 | 3-0    | 杜凱琹/李皓晴               |          |
| 優勝   | 2021.3  | WTTコンテンダー・ドーハ              | 石川佳純 | 3-0    | 鄭先知/陳思羽               |          |
| 準優勝 | 2021.3  | WTTスターコンテンダー・ドーハ        | 石川佳純 | 0-3    | 田志希/申裕斌               |          |

#### 女子団体
優勝1、準優勝11
| 結果   | 年.月   | 大会               | スコア | 対戦相手 | 公式動画 |
| ------ | ------- | ------------------ | ------ | -------- | -------- |
| 準優勝 | 2014.10 | 仁川アジア大会     | 0-3    | 朱雨玲   |          |
| 準優勝 | 2015.10 | 第22回アジア選手権 | 1-3    | 陳夢     |          |
| 準優勝 | 2017.4  | 第23回アジア選手権 | 1-3    | 劉詩雯   |          |
| 準優勝 | 2018.2  | ワールドカップ2018 | 0-3    | 丁寧     |          |
| 準優勝 | 2018.5  | 世界選手権団体戦   | 0-3    | 丁寧     |          |
| 準優勝 | 2018.5  | 世界選手権団体戦   | 0-3    | 劉詩雯   |          |
| 準優勝 | 2019.9  | 第24回アジア選手権 | 0-3    | 劉詩雯   |          |
| 準優勝 | 2019.11 | ワールドカップ2019 | 0-3    | 劉詩雯   |          |
| 準優勝 | 2021.8  | 東京オリンピック   | 0-3    | 王曼昱   |          |
| 準優勝 | 2023.9  | 杭州アジア大会     | 2-3    | 陳夢     |          |
| 準優勝 | 2024.3  | 世界選手権団体戦   | 3-0    | 王芸迪   |          |
| 準優勝 | 2024.8  | パリオリンピック   | 0-3    | 孫穎莎   |          |
| 優勝   | 2024.10 | 第27回アジア選手権 | 3-1    | 陳幸同   |          |

### 国内大会決勝
※一般の部のみ

#### 女子シングルス
優勝1、準優勝3
| 結果   | 年.月  | 大会             | スコア | 対戦相手 |
| ------ | ------ | ---------------- | ------ | -------- |
| 準優勝 | 2014.3 | ジャパントップ12 | 1-4    | 田代早紀 |
| 準優勝 | 2016.1 | 全日本選手権     | 1-4    | 石川佳純 |
| 優勝   | 2017.1 | 全日本選手権     | 4-2    | 石川佳純 |
| 準優勝 | 2018.1 | 全日本選手権     | 1-4    | 伊藤美誠 |

#### 女子団体
準優勝1
| 結果   | 年.月   | 大会         | スコア | 対戦相手             |
| ------ | ------- | ------------ | ------ | -------------------- |
| 準優勝 | 2013.10 | 全日本選手権 | 2-3    | 藤井優子（日本生命） |

### 大会成績一覧
略語の説明
S=女子シングルス、D=女子ダブルス、M=混合ダブルス、T=団体、MT=混合団体
| W | F | B | #P | QF | #R | RR |

W=優勝、F=準優勝、B=3位、#P=#位（4位以下）、QF=ベスト8、#R=#回戦敗退、RR=ラウンドロビン敗退
| 年   | 五輪 | 五輪 | 五輪 | 世界選手権 | 世界選手権 | 世界選手権 | 世界選手権 | ワールドカップ | ワールドカップ | ワールドカップ | グランドファイナル | グランドファイナル | アジア大会 | アジア大会 | アジア大会 | アジア大会 | アジア選手権 | アジア選手権 | アジア選手権 | アジア選手権 | アジアカップ | 全日本選手権 | 全日本選手権 | 全日本選手権 | 全日本選手権 | トップ12 | トップ12 |
| 年   | S    | M    | T    | S          | D          | M          | T          | S              | T              | MT             | S                  | D                  | S          | D          | M          | T          | S            | D            | M            | T            | S            | S            | D            | M            | T            | S        | S        |
| ---- | ---- | ---- | ---- | ---------- | ---------- | ---------- | ---------- | -------------- | -------------- | -------------- | ------------------ | ------------------ | ---------- | ---------- | ---------- | ---------- | ------------ | ------------ | ------------ | ------------ | ------------ | ------------ | ------------ | ------------ | ------------ | -------- | -------- |
| 2010 |      |      |      |            |            |            |            |                |                |                |                    |                    |            |            |            |            |              |              |              |              |              | 1R           | 1R           | 1R           |              |          |          |
| 2011 |      |      |      |            |            |            |            |                |                |                |                    |                    |            |            |            |            |              |              |              |              |              | 3R           | 2R           |              |              |          |          |
| 2012 |      |      |      |            |            |            |            |                |                |                |                    |                    |            |            |            |            |              |              |              |              |              | 3R           | 4R           |              |              | RR       | RR       |
| 2013 |      |      |      |            |            |            |            |                |                |                |                    |                    |            |            |            |            |              |              |              |              |              | 3R           | 5R           |              | F            |          |          |
| 2014 |      |      |      |            |            |            |            |                |                |                |                    | W                  |            |            |            | F          |              |              |              |              |              | 4R           | 4R           |              |              | F        | F        |
| 2015 |      |      |      | 3R         | 2R         |            |            |                |                |                |                    | F                  |            |            |            |            | 4R           | F            |              | F            |              | QF           | 5R           |              |              | B        | B        |
| 2016 |      |      |      |            |            |            |            | W              |                |                | B                  |                    |            |            |            |            |              |              |              |              | 5P           | F            | 2R           |              |              |          |          |
| 2017 |      |      |      | B          | 3R         |            |            | 4P             |                |                | 1R                 |                    |            |            |            |            | W            |              |              | F            | 4P           | W            |              |              |              | RR       | RR       |
| 2018 |      |      |      |            |            |            | F          | QF             | F              |                |                    |                    |            |            |            |            |              |              |              |              | 5P           | F            |              | 4R           |              |          |          |
| 2019 |      |      |      | QF         |            |            |            | 1R             | F              |                |                    |                    |            |            |            |            | QF           | B            |              | F            | 6P           | 5R           | 5R           |              |              | B        | F        |
| 2020 |      |      | F    |            |            |            |            |                |                |                |                    |                    |            |            |            |            |              |              |              |              |              | 5R           |              |              |              |          |          |
| 2021 |      |      |      | 4R         | QF         |            |            |                |                |                |                    |                    |            |            |            |            |              |              |              |              |              | 6R           |              |              |              |          |          |
| 2022 |      |      |      |            |            |            |            |                |                |                |                    |                    | 3R         | 2R         |            | F          |              |              |              |              |              | 6R           | SF           |              |              |          |          |
| 2023 |      |      |      | 4R         |            |            |            |                |                | B              |                    |                    |            |            |            |            | 4R           | QF           |              | B            |              | QF           | 4R           |              |              |          |          |
| 2024 | QF   |      | F    |            |            |            | F          | QF             |                |                |                    |                    |            |            |            |            | 3R           |              |              | W            |              | QF           | 5R           |              |              |          |          |
| 2025 |      |      |      | 2R         |            |            |            |                |                |                |                    |                    |            |            |            |            |              |              |              |              | RR           | QF           |              |              |              |          |          |

### 中国超級リーグ
中国超級リーグでのシングルスの成績である。
| 年   | 所属         | 順位 | 勝 | 敗 | 1          | 2          | 3          | 4            | 5          | 6          | 7          | 8        | 9          | 10         |
| ---- | ------------ | ---- | -- | -- | ---------- | ---------- | ---------- | ------------ | ---------- | ---------- | ---------- | -------- | ---------- | ---------- |
| 2016 | 鄂尔多斯1980 | 31   | 3  | 7  | 木子 2–3   | 車曉曦 3–1 | 陳夢 0–3   | 丁寧 0–3     | 朱雨玲 2–3 | 劉詩雯 0–3 | 馮亞蘭 3–0 | 郭艷 3–0 | 王曼昱 0–3 | 胡丽梅 1–3 |
| 2025 | 深圳大学     |      | 3  | 2  | 王暁彤 3-1 | 向俊霖 3-2 | 王曼昱 0–3 | 木原美悠 0–3 | 梁家怡 3-2 |            |            |          |            |            |

### 対戦成績
ITTF公式戦における主要選手とのシングルス対戦成績。
太字は最高世界ランク1位の選手

| 対戦数の多い選手 - 丁寧 1-13 - 早田ひな 6-5 - 伊藤美誠 4-6 - 朱雨玲 1-8 - 劉詩雯 0-8 - 杜凱琹 3-5 - 蘇慧音 7-1 - 石川佳純 1-6 - / 浜本由惟 2-5 | その他の主要な選手 - 陳夢 1-4 - 李暁霞 0-2 - 孫穎莎 1-4 - 王曼昱 0-2 - 馮天薇 4-2 - 福原愛 0-3 - 平野早矢香 1-0 |

※2020年3月現在

### 世界ランキング
|        | 1月 | 2月 | 3月 | 4月 | 5月 | 6月 | 7月 | 8月 | 9月 | 10月 | 11月 | 12月 |
| ------ | --- | --- | --- | --- | --- | --- | --- | --- | --- | ---- | ---- | ---- |
| 2010年 |     |     |     |     |     |     |     |     | 841 | 826  | 813  | 826  |
| 2011年 | 822 | 823 | 822 | 810 | 802 | 810 | 769 | 550 | 498 | 402  | 405  | 388  |
| 2012年 | 389 | 396 | 394 | 408 | 313 | 281 | 253 | 255 | 279 | 283  | 276  | 281  |
| 2013年 | 283 | 283 | 182 | 181 | 179 | 180 | 147 | 154 | 103 | 110  | 110  | 78   |
| 2014年 | 69  | 69  | 53  | 49  | 33  | 34  | 33  | 33  | 45  | 44   | 48   | 42   |
| 2015年 | 37  | 37  | 51  | 36  | 29  | 19  | 18  | 20  | 17  | 18   | 16   | 16   |
| 2016年 | 18  | 21  | 19  | 19  | 11  | 11  | 14  | 14  | 16  | 17   | 9    | 11   |
| 2017年 | 9   | 9   | 9   | 11  | 8   | 7   | 5   | 5   | 6   | 6    | 5    | 6    |
| 2018年 | 6   | 7   | 6   | 6   | 6   | 7   | 8   | 9   | 9   | 9    | 9    | 9    |
| 2019年 | 9   | 9   | 9   | 9   | 9   | 9   | 9   | 10  | 9   | 9    | 10   | 11   |
| 2020年 | 11  | 11  | 11  | 11  |     |     |     |     |     |      | 11   | 11   |
| 2021年 | 11  | 11  | 12  | 12  | 12  | 12  | 12  | 12  | 12  | 12   | 13   | 14   |
| 2022年 | 15  | 15  | 15  | 44  | 45  | 17  | 18  | 18  | 19  | 20   | 22   | 22   |
| 2023年 | 24  | 24  | 20  | 20  | 19  | 21  | 17  | 14  | 16  | 17   | 17   | 17   |
| 2024年 | 18  | 18  | 14  | 13  | 11  | 9   | 13  | 12  | 12  | 12   | 13   | 13   |
| 2025年 | 12  | 15  | 15  | 18  | 21  | 24  |     |     |     |      |      |      |

## Tリーグの成績
| 年      | 所属チーム           | 背番号 | 種目     | 試合数 | 勝利 | 敗戦 | 種目     | 試合数 | 勝利 | 敗戦 |
| ------- | -------------------- | ------ | -------- | ------ | ---- | ---- | -------- | ------ | ---- | ---- |
| 2018-19 | 日本生命レッドエルフ | #1     | シングル | 8試合  | 6勝  | 2敗  | ダブルス | 2試合  | 2勝  | 0敗  |
| 2019-20 | 日本生命レッドエルフ | #1     | シングル | 3試合  | 3勝  | 0敗  | ダブルス | 3試合  | 2勝  | 1敗  |
| 2020-21 | 日本生命レッドエルフ | #1     | シングル | 10試合 | 6勝  | 4敗  | ダブルス | 6試合  | 5勝  | 1敗  |
| 2021-22 | 日本生命レッドエルフ | #1     | シングル | 5試合  | 5勝  | 0敗  | ダブルス | 2試合  | 0勝  | 2敗  |
| 2022-23 | 木下アビエル神奈川   | #14    | シングル | 18試合 | 12勝 | 6敗  | ダブルス | 2試合  | 0勝  | 2敗  |
| 2023-24 | 木下アビエル神奈川   | #14    | シングル | 15試合 | 12勝 | 3敗  | ダブルス | 0試合  | 0勝  | 0敗  |
| 2024-25 | 木下アビエル神奈川   | #14    | シングル | 18試合 | 17勝 | 1敗  | ダブルス | 1試合  | 0勝  | 1敗  |

## 受賞歴
- 上月スポーツ賞（2014、2015、2017、2024）
- ITTFスターアワード ブレークスルースター賞（2016）

- 中央市スポーツ栄誉大賞（2016）[198]
- 耀く若者 奨励賞（2017）[199][200]
- 静岡県民栄誉賞（2024）

## 記録

### 最年少記録
- バンビの部 出場 4歳
- ジュニアの部 出場、勝利 8歳[29]
- 東京選手権 勝利 8歳[31]
- 全日本選手権 一般女子シングルス、女子ダブルス、混合ダブルス、ジュニア、フル出場 9歳 [35]
- 全日本選手権 一般女子シングルス 勝利 10歳9ヶ月 (当時)[33]
- ジャパントップ12 女子シングルス 決勝進出 13歳[49]
- ITTFワールドツアー 女子シングルス 決勝進出 13歳 (当時)[52]
- 全日本選手権 一般女子シングルス 決勝進出 15歳[79]
- ワールドカップ 女子シングルス 優勝 16歳 [84]
- 全日本選手権 一般女子シングルス 優勝 16歳9カ月 [16]
- アジア卓球選手権 女子シングルス 優勝 17歳 [95]

### ギネス世界記録
- Youngest winners of an ITTF World Tour Doubles title (combined age)[111]

「ITTFワールドツアー・ダブルス最年少優勝（合計年齢）」　伊藤美誠と共に達成
記録：27歳145日　（2014年3月30日）

### 日本新記録
- ITTFワールドツアーグランドファイナル ダブルス 優勝

## 代表歴
ホープス日本代表
- 東アジアホープス選手権 2011、2012

ジュニア日本代表
- アジアカデット選手権 2012、2013、2014
- アジアジュニア選手権 2016
- 世界ジュニア選手権   2013、2014、2016

卓球日本代表
- アジア大会       2014、2022
- アジア選手権    2015、2017、2019、2023、2024
- 世界選手権       2015、2017、2018、2019、2021、2023、2024、2025
- アジアカップ    2016、2017、2018、2019、2025
- ワールドカップ 2016、2017、2018、2019、2024
- オリンピック    2020、2024

## 用具

### ラケット
- スティガ／オールラウンドエボリューション[201][要出典]
- スティガ／クリッパーウッド FLA[要出典]

### ラバー
- フォア
  - バタフライ／テナジー05[要出典]
- バック
  - バタフライ／テナジー05（-2017年1月）
  - バタフライ／テナジー64（2017年2月-）

### ウェア
ミズノ

### シューズ
WAVE MEDAL SP6

## コーチ
- 陳莉莉（2009年-2013年3月）1963年07月20日生まれの中国出身で、元世界ランク5位で中国国内のシングルスを優勝した事がある。日本では全日本社会人選手権を4回優勝した。ミキハウスJSC時代のコーチで、横浜の自宅から山梨まで月3、4回ペースで通い、鍛え上げた。その後石川佳純を指導した[33][203][204][205]。
- 劉潔（2013年4月-2015年9月）JOCエリートアカデミーコーチ[206][7]。中学校進学後から担当。元中国河北省の選手[45]。
- 中澤鋭（2015年10月-、2022年4月-）リオデジャネイロオリンピック落選後から担当。1978年生。中国出身で河北省チームでプレー。引退後に来日し、2008年に日本国籍を取得。ミキハウスのコーチに就任し、石川佳純を6年間、平野早矢香を1年半指導。2015年4月より日本卓球協会に所属し、JOCエリートアカデミーのコーチに。2017年4月より女子監督（女子全体統括）を務める[128][206][7]。2022年4月から再び、平野のコーチを担当、2025年4月から女子日本代表監督に就任。
- 張成（2017年4月-）JOCエリートアカデミーコーチ兼女子ナショナルチーム平野美宇担当コーチ[206][7]。以前はNTC卓球場専属スパーリングパートナーコーチをしていた[207]、2017年暮れ家庭の事情で帰国[208]、2024年12月時点では大学へ通うため不在[209]。

## スポンサー
- ミズノ[6]
- 河合塾マナビス（学習塾）[210]
- 木下グループ[211]
- 森永製菓（inゼリー）
- 山梨中央銀行
- スティガ[要出典]
- マッシュホールディングス（2019年10月）[212]
- 株式会社ユニバー[213]
- サンリオ[214]
- TENTIAL

## マネージメント
2017年4月にクロス・ビーとマネージメント契約を結ぶ、のちAthlete Solution。

## メディア出演

### テレビドラマ
- 『コンフィデンスマンJP』 フジテレビ #09 (2018年6月4日) 鴨井ミワ 役[215]

### テレビ番組
- 『FNNスーパーニュース』 フジテレビ（2007年8月10日）- 平野美宇特集[216]
- 『NNNドキュメント ’11 Smash Girl（スマッシュガール）～卓球少女・平野美宇の挑戦』 日本テレビ（2011年9月18日）[217]
- 『夢をささえる食卓～がんばれ☆ニッポンのスポーツ人 卓球・平野美宇』 BS日テレ（2011年11月26日）[218]
- 『みのもんたの朝ズバッ！』 TBS（2012年3月26日）[219]
- 『モーニングバード』 テレビ朝日（2013年4月12日）- 平野美宇選手特集[220]
- 『ネオスポ ～ミウミマ 月1密着ドキュメンタリー』 テレビ東京（2014年11月1日）[221][222]
- 『スポーツドキュメンタリー 裸のアスリートⅡ』 BS-TBS（2015年2月7日）[223]
- 『Crossroad』 テレビ東京 #79 (2015年4月25日)[224]
- 『まるごと山梨』 NHK甲府放送局（2015年6月23日）[225]
- 『アスリートの魂 東京五輪へぶっちぎる 卓球・平野美宇』 NHK BS1 #178（2017年2月11日）[226]
- 『卓球ニッポン新時代 〜世界一への扉〜』 BSテレ東（2017年9月23日）[227]
- 『追跡LIVE! Sports ウォッチャー Human watcher 平野美宇』 テレビ東京（2017年11月4日）[228]
- 『みらいのつくりかた 卓球・平野美宇』 テレビ東京（2018年2月22日）[229]
- 『卓球ジャパン! 石川佳純・平野美宇ペアをディープ解説』 BSテレ東（2021年5月15日）[230]
- 『東京五輪へ －卓球・絆の物語－ 美誠・佳純・美宇 家族との感動秘話 テレビ東京（2021年5月23日）[231]
- 『卓球ジャパン! 平野美宇スペシャル！』 BSテレ東（2021年6月19日）[232]
- 『土曜スペシャル いい旅・夢気分SP ～2021美しきニッポンの紅葉めぐり～』 テレビ東京（2021年11月6日）[233]
- 『卓球 石川佳純 涙の五輪秘話 あなたがいたから強くなれた』 テレビ東京（2021年11月14日）[234]
- 『第63回日本レコード大賞』 - VIPゲスト TBSテレビ（2021年12月30日）[235]
- 『卓球ジャパン! 復活V！！ 平野美宇特集』 BSテレ東（2023年1月21日）[236]
- 『卓球ジャパン!「伊藤選手の天才感がない」からの「これぞ伊藤美誠のプレー！」第5回選考会のミウミマ対決をDEEP解説』 BSテレ東（2023年10月14日）[237]
- 『卓球ニッポン金メダルへの絆 ～涙と笑顔と結束と 完全密着4317日～』 テレビ東京（2024年6月9日）[238]

### バラエティー
- 『夢対決!とんねるずのスポーツ王は俺だ!スペシャル』 テレビ朝日
  - #7 (2006年1月3日)
  - #15 (2014年1月2日)
  - #19 (2018年1月2日)
  - #23 (2022年1月2日)
- 『ド短期ツメコミ教育!豪腕!コーチング!!』 テレビ東京 (2008年2月21日)
- 『ひみつの嵐ちゃん!』 TBS（2008年10月30日）- 平野美宇と妹の世和 平野姉妹が登場[239]
- 『SMAP×SMAP』 フジテレビ（2009年4月20日）[240]、（2009年6月15日）[241]、（2010年8月30日）[242]
- 『おしゃれイズム』 日本テレビ
  - #205 (2009年7月19日)
  - #593 (2017年9月10日)[243]
- 『さんまのまんま』 フジテレビ（2009年11月8日）[244]
- 『炎の体育会TV ★天才キッズ×五輪メダリスト夢のコラボSP★「平野美宇天才3姉妹×全力スマッシュ少女×五輪銀メダリスト」』 TBS (2017年4月29日)[245]
- 『THE★LEGEND 第7弾』 日本テレビ（2017年5月6日）※平野美宇選手とスキージャンプの高梨沙羅選手がゲストで登場[246]
- 『痛快TV スカッとジャパン』 フジテレビ（2017年9月11日）※母親の真理子さん、妹の世和ちゃん・亜子ちゃんの4人で登場[247][248]
- 『中居正広の5番勝負』 日本テレビ（2018年4月3日）[249]
- 『くりぃむしちゅーの掘れば掘るほどスゴイ人』 日本テレビ（2018年5月25日） - アスリートゲスト 競泳・池江璃花子と共演[250]
- 『中居正広のスポーツ! 号外スクープ狙います! 東京オリンピックSP』テレビ朝日（2021年8月15日）[251]

他多数

### CM・広告
- 思い出THEATER withHandycam（ソニー、2011）[252]
- Play,Support（日本生命、2017、2018、2019）[253]
- Play,Support. 「応援のチカラ」篇（日本生命、2021）
- 河合塾マナビス、2018[254]

- 山梨中央銀行

他多数

### 関連書籍
- 平野真理子 著『美宇は、みう。 ―夢を育て自立を促す子育て日記』（健康ジャーナル社 2017年 ISBN 978-4907838867）
- 卓球ぴあ みうみまひな・女子高生トリオ (ぴあMOOK)（2017年、ISBN 978-4835633701）
- 城島充 著『平野美宇と伊藤美誠　がんばれ！　ピンポンガールズ』（講談社　2018年 ISBN 978-4-06-287031-3）

### 雑誌
- 卓球王国 表紙（2005年10月号[27]、2010年3月号[255]、2014年8月号[256]、12月号[257]、2017年2月号[258]、4月号[259]、7月号[260]、2018年7月号[261]、2021年1月号[262]、卓球王国）
- ニッタクニュース 表紙（2015年8月号[263]、2017年2月、6月号[264]、日本卓球）

他多数